# سیارک ۶۸۷۷
سیارک ۶۸۷۷ (به انگلیسی: 6877 Giada، نامگذاری:1994TB2) شش هزار و هشتصد و هفتاد و هفتمین سیارک کشف شده‌است که در ۱۰ اکتبر ۱۹۹۴ کشف شد.
قدر مطلق سیارک برابر ۱۳٫۶۰ است.